# Marcel Méral
Né Marcel Joseph Parbelle reconnu le 30 mai 1901 Marcel Joseph Giraud par le mariage de sa mère Berthe Parbelle & Julien Gaston Giraud dit Julien Méral.
Son nom d'artiste Marcel Méral ou Méral, né le 16 août 1897 à Paris 14e et mort le 7 mars 1969 à Garches, est un acteur français.

## Filmographie
- 1932 : La Dame de chez Maxim's de Alexander Korda - Le duc
- 1932 : Histoires de rire de Jean Boyer (court métrage)
- 1936 : Irma Lucinde, voyante (moyen métrage) de Claude Orval
- 1938 : Le Train pour Venise de André Berthomieu
- 1943 : Port d'attache de Jean Choux - Traviel
- 1947 : Les Aventures de Casanova de Jean Boyer
- 1948 : Blanc comme neige de André Berthomieu  - un concierge de l'hôtel
- 1948 : Le Diamant de cent sous de Jacques Daniel-Norman
- 1948 : Émile l'Africain de Robert Vernay
- 1950 : Le Roi Pandore de André Berthomieu - Le garçon de café
- 1950 : Nous irons à Paris de Jean Boyer
- 1951 : Garou-Garou, le passe-muraille de Jean Boyer - un employé du ministère
- 1951 : Jamais deux sans trois d'André Berthomieu
- 1951 : Seul dans Paris de Hervé Bromberger - Le monsieur du commissariat
- 1951 : Mademoiselle Josette, ma femme de André Berthomieu - Le valet
- 1951 : Le Dindon de Claude Barma - le second commissaire
- 1952 : Le Trou normand de Jean Boyer - un paysan
- 1952 : Coiffeur pour dames de Jean Boyer
- 1952 : Nous irons à Monte-Carlo de Jean Boyer - Contrôleur #1
- 1952 : Les Belles de nuit de René Clair
- 1954 : Escalier de service de Carlo Rim - Le laitier

## Théâtre
- Tessa, la nymphe au cœur fidèle (Giraudoux) : Jacob Birnbaum